# Denys Fomin
Denys Serhijowycz Fomin (ukr. Денис Сергійович Фомін, ur. 21 lipca 1986 w Żerebkowem) – ukraiński siatkarz, grający na pozycji libero, reprezentant Ukrainy. 

## Sukcesy klubowe
Puchar Ukrainy:
- 2005, 2007, 2008, 2009, 2010, 2011, 2012, 2013, 2014, 2015, 2024[3]

Mistrzostwo Ukrainy:
- 2009, 2010, 2011, 2012, 2013, 2014, 2015, 2016[4], 2017, 2022[5]
- 2008, 2018, 2019, 2021, 2023[6], 2024[7]
- 2006, 2007

Superpuchar Ukrainy:
- 2017, 2023[8]

Puchar Ligi Ukraińskiej:
- 2022[9]

## Sukcesy reprezentacyjne
Liga Europejska:
- 2017[10]
- 2021